# Liv Sprenger
Liv Sprenger (* 20. April 1936 in Brunegg als Liv Erlacher; † 8. Juni 2022 in Bludenz) war eine österreichische Politikerin (ÖVP) und Hausfrau. Sie war von 1994 bis 1999 Abgeordnete zum Vorarlberger Landtag.

## Ausbildung und Beruf
Sprenger besuchte die Volksschule Bludenz und wechselte danach an die Unterstufe des Gymnasiums Bludenz. Sie absolvierte zwischen 1950 und 1952 die Handelsschule (Institut St. Josef in Feldkirch) und arbeitete zwischen 1952 und 1955 als Sekretärin eines  Rechtsanwalts in Bludenz. Sie war danach von 1956 bis 1958 in Teilzeit bei der Firma Getzner in Bludenz beschäftigt und versorgte nach dem Tod ihrer Mutter zwischen 1955 und 1957 auch die Familie. Von 1958 bis zu ihrem Tod 2022 war Sprenger Hausfrau.

## Politik und Funktionen
Sprenger trat 1955 der ÖVP und des Österreichischen Frauenbundes bei und fungierte bis 1977 als stellvertretende Obfrau und Organisationsreferentin des Frauenbundes Bludenz. Sie war zudem von 1977 bis 1997 als Bezirksobfrau des Frauenbundes Bludenz aktiv und war ab 1980 Mitglied der Landesleitung des Frauenbundes Vorarlberg. Zudem engagierte sie sich zwischen 1984 und 1999 als stellvertretende Landesleiterin des Frauenbundes Vorarlberg. In der ÖVP war sie innerparteilich als stellvertretende Stadtparteiobfrau der ÖVP Bludenz aktiv und wirkte ab 1978 als Mitglied der Landesparteileitung der ÖVP Vorarlberg und ab 1980 als Mitglied der Bezirksparteileitung der ÖVP Bludenz. Sie wurde am 4. Oktober 1994 als Abgeordnete des Landtagswahlkreis Bludenz/Wahlbezirkes Bludenz im Vorarlberger Landtag angelobt und gehörte diesem bis zum 4. Oktober 1999 an. Im Landtag fungierte sie als Mitglied im Kulturausschuss, Mitglied im Sozialpolitischen Ausschuss und Mitglied im Volksanwaltsausschuss.
Neben ihren politischen Aktivitäten engagierte sich Sprenger auch in der Katastrophenhilfe Österreichischer Frauen, wo sie unter anderem von 1982 bis 2006 Landesleiterin  sowie Mitglied des Präsidiums war. Sie war zudem Gründungsmitglied und Obfrau der Osteoporose-Selbsthilfegruppe Bludenz sowie beim Vorarlberger Seniorenbund aktiv.

## Privates
Sprenger wurde als Tochter des Mediziners Konrad Erlacher und dessen Gattin Maria Erlacher geboren. Ihr Vater war in Sand in Taufers geboren worden, ihre Mutter in Brixen. 1942 übersiedelte die Familie während des Zweiten Weltkriegs von Brunegg nach Vorarlberg. Sprenger heiratete 1957 den Hauptschuldirektor Kurt Sprenger und wurde zwischen 1958 und 1966 Mutter von drei Kindern.

## Auszeichnungen
- Großes Verdienstzeichen des Landes Vorarlberg (2003)
- Goldenes Ehrenzeichen des Österreichischen Seniorenbundes (2004)
- Goldenes Verdienstzeichen der Republik Österreich (2005)
- Bundes-Ehrenzeichen der Republik Österreich (2007)
- Ehrenmitglied der Katastrophenhilfe Österreichischer Frauen